# هادرس
هادرس هي بلدة في منطقة هولابرون في النمسا السفلى، النمسا.

## الموقع الجغرافي
تقع هادرس في وادي بولكاو في وينفيرتل في النمسا السفلى. حوالي 8.99 في المئة من البلدية هي الغابات.